# Jõgeva
Jõgeva (en alemany, Laisholm) és una ciutat d'Estònia, capital del municipi homònim i capital del Comtat de Jõgeva.
La ciutat té una superfície de 3,93 km² i tenia 5.112 habitants, el 2024. El riu Pedja travessa la ciutat i està representat en el seu escut. Durant la Segona Guerra Mundial la ciutat va patir una greu destrucció del 60% dels seus edificis.
La poetessa Betti Alver i una de les figures més destacades de la revolució cantant, el compositor Alo Mattiisen, són de Jõgeva. En la seva memòria, s'organitzen anualment les Jornades de poesia Betti Alver i els Dies de música d'Alo Mattiisen. L'any 2006 es va obrir el Museu Betti Alver a Jõgeva. En honor a la poetessa de Jõgeva, des de 1993 se celebren a Jõgeva les Jornades de poesia Betti Alver Tähetund.
Amb un clima continental humit, els hiverns són freds i amb neu. Jõgeva té el rècord de la temperatura més freda registrada a Estònia amb −43,5°C, assolida el 1940. Un monument, Külmasammas, commemora aquest rècord.

## Història
Jõgeva va ser esmentada per primera vegada l'any 1599 com a mansió Jagiwa, establerta recentment a les terres del mateix poble per ordres del rei polonès. Durant el regnat polonès a Estònia (1582–1622) va formar part de Laiuse starostwo, que es va convertir en feu de Laiuse durant el domini suec (1622–1721).
El 1756, la casa pairal de Jõgeva va passar a ser propietat de Gotthard Johann von Manteuffel (1690–1763) i va romandre a la família de von Manteuffel fins al 1919 quan va ser nacionalitzada pel govern. El 1876, es va establir una estació de ferrocarril, anomenada Laisholm en honor a la casa pairal, prop del poble de Jõgeva (alemany: Laisholm). El propietari de la casa pairal de Jõgeva, Ernst Gotthard von Manteuffel (1844–1922), va començar a llogar terrenys al voltant de l'estació de ferrocarril el 1903. Després d'això, el poble va créixer ràpidament. El 13 d'octubre de 1919, Jõgeva es va convertir en un municipi i l'1 de maig de 1938, una ciutat.
Durant la Segona Guerra Mundial gairebé el 60% de la ciutat va ser destruïda.
Durant l’ocupació soviètica d'Estònia, Jõgeva es va convertir en un important centre administratiu amb diverses grans indústries. En aquella època es van aixecar molts edificis administratius, comercials i residencials nous.

## Demografia
| 31 desembre 2011 | 1r gener 2014 | 1r gener 2015 | 1r gener 2016 | 1r gener 2017 | 1r gener 2018 | 1r gener 2019 | 1r gener 2020 | 1r gener 2021 | 1r gener 2022 | 1r gener 2023 | 1r gener 2024 |
| 5.501            | 5.457         | 5.477         | 5.340         | 5.236         | 5.143         | 5.073         | 4.959         | 4.851         | 5.222         | 5.224         | 5.112         |

| Ètnia       | cens estonià 1922 | cens estonià 1922 | Cens estonià 1934 | Cens estonià 1934 | 1941      | 1941 | 1959      | 1959 | 1970      | 1970 | 1979      | 1979 | 1989      | 1989 | 2000      | 2000 | 2011      | 2011 | cens Estonia 2021 | cens Estonia 2021 |
| Ètnia       | quantitat         | %                 | quantitat         | %                 | quantitat | %    | quantitat | %    | quantitat | %    | quantitat | %    | quantitat | %    | quantitat | %    | quantitat | %    | quantitat         | %                 |
| ----------- | ----------------- | ----------------- | ----------------- | ----------------- | --------- | ---- | --------- | ---- | --------- | ---- | --------- | ---- | --------- | ---- | --------- | ---- | --------- | ---- | ----------------- | ----------------- |
| Estonians   | 840               | 92,3              | 1088              | 95,1              | 1044      | 97,1 | 2304      | 92,3 | 3214      | 88,2 | 4554      | 84,5 | 5961      | 84,7 | 5670      | 88,3 | 5036      | 91,5 | 4821              | 92,3              |
| Russos      | 43                | 4,73              | 35                | 3.06              | 14        | 1,30 | -         | -    | 189       | 5,19 | 545       | 10,1 | 728       | 10,3 | 470       | 7,32 | 324       | 5,89 | 240               | 4,60              |
| Ucraïnesos  | -                 | -                 | 0                 | 0,00              | -         | -    | -         | -    | 35        | 0,96 | 91        | 1,69 | 144       | 2.05 | 89        | 1,39 | 63        | 1,15 | 71                | 1,36              |
| Belarussos  | -                 | -                 | -                 | -                 | -         | -    | -         | -    | 27        | 0,74 | 45        | 0,84 | 50        | 0,71 | 35        | 0,55 | 22        | 0,40 | 19                | 0,36              |
| Finlandesos | -                 | -                 | 0                 | 0,00              | 0         | 0,00 | -         | -    | 33        | 0,91 | 56        | 1.04 | 72        | 1.02 | 58        | 0,90 | 19        | 0,35 | 17                | 0,33              |
| Jueus       | 3                 | 0,33              | 5                 | 0,44              | 0         | 0,00 | -         | -    | 0         | 0,00 | 1         | 0,02 | 1         | 0,01 | 0         | 0,00 | 0         | 0,00 | 0                 | 0,00              |
| Letons      | -                 | -                 | 3                 | 0,26              | 2         | 0,19 | -         | -    | 8         | 0,22 | 13        | 0,24 | 6         | 0,09 | 9         | 0,14 | 4         | 0,07 | 4                 | 0,08              |
| Alemanys    | 11                | 1,21              | 5                 | 0,44              | -         | -    | -         | -    | -         | -    | 70        | 1,30 | 40        | 0,57 | 9         | 0,14 | 6         | 0,11 | 5                 | 0,10              |
| Tàtars      | -                 | -                 | 1                 | 0,09              | -         | -    | -         | -    | -         | -    | 1         | 0,02 | 3         | 0,04 | 4         | 0,06 | 2         | 0,04 | 3                 | 0,06              |
| Polonesos   | -                 | -                 | 5                 | 0,44              | 5         | 0,47 | -         | -    | -         | -    | 5         | 0,09 | 6         | 0,09 | 3         | 0,05 | 0         | 0,00 | 0                 | 0,00              |
| Lituans     | -                 | -                 | 1                 | 0,09              | 0         | 0,00 | -         | -    | 7         | 0,19 | 5         | 0,09 | 6         | 0,09 | 9         | 0,14 | 7         | 0,13 | 8                 | 0,15              |
| Desconegut  | 0                 | 0,00              | 1                 | 0,09              | 1         | 0,09 | 0         | 0,00 | 0         | 0,00 | 0         | 0,00 | 0         | 0,00 | 52        | 0,81 | 2         | 0,04 | 9                 | 0,17              |
| other       | 13                | 1,43              | 0                 | 0,00              | 9         | 0,84 | 192       | 7,69 | 131       | 3,59 | 3         | 0,06 | 18        | 0,26 | 12        | 0,19 | 16        | 0,29 | 28                | 0,54              |
| Total       | 910               | 100               | 1144              | 100               | 1075      | 100  | 2496      | 100  | 3644      | 100  | 5389      | 100  | 7035      | 100  | 6420      | 100  | 5501      | 100  | 5222              | 100,06            |

## Ubicació
Jõgeva es troba a la riba dreta del riu Pedja que travessa la ciutat de nord a sud. Paral·lelament al riu hi ha la línia de ferrocarril Tallinn-Tartu. Les ciutats principals Tartu i Tallinn es troben respectivament a 51 i 154 km de Jõgeva, ambdues connectades per ferrocarril i per autopistes.

## Natura i clima
Jõgeva es troba entre grans drumlins. El turó de Laiuse es troba a l'est de la ciutat. El riu Pedja passa pel poble. Jõgeva té un clima continental humit (Dfb). Els hiverns solen ser nevats i freds. Es coneix com el lloc més fred d'Estònia amb la temperatura més baixa de -43,5°C. Els estius són suaus i sovint humits, alguns dies la màxima pot arribar als 30°C. La temporada de trons comença a l'abril i acaba normalment a finals d'octubre.

## Cultura
Al juliol, Jõgevatreff, té lloc una reunió anual de ciclistes. El punt culminant de l'acte és la cercavila dels ciclistes pel poble. A l'agost se celebra anualment la Festa de l'all. Jõgeva també és considerada com la seu del Pare Noel estonià.

## Llocs d'interès i edificis
- La casa museu de la poeta estonia Betti Alver - la casa al costat de l'estació de tren on va néixer;

- Külmasammas - un monument que marca el rècord de fred estonià de -43,5°C  enregistrat a Jõgeva el 1940;

- La pedra commemorativa de la Guerra de la Independència d'Estònia per commemorar les víctimes;

- El memorial a les víctimes de la Segona Guerra Mundial;

- El monument als deportats estonians durant l'ocupació soviètica el 1941 i el 1949;

## Ciutats agermanades
L'antic municipi de Jõgeva estava agermanat amb:
- Jonava, Lituània

- Kaarina, Finlàndia

- Karlstad, Suècia

- Keuruu, Finlàndia

## Galeria

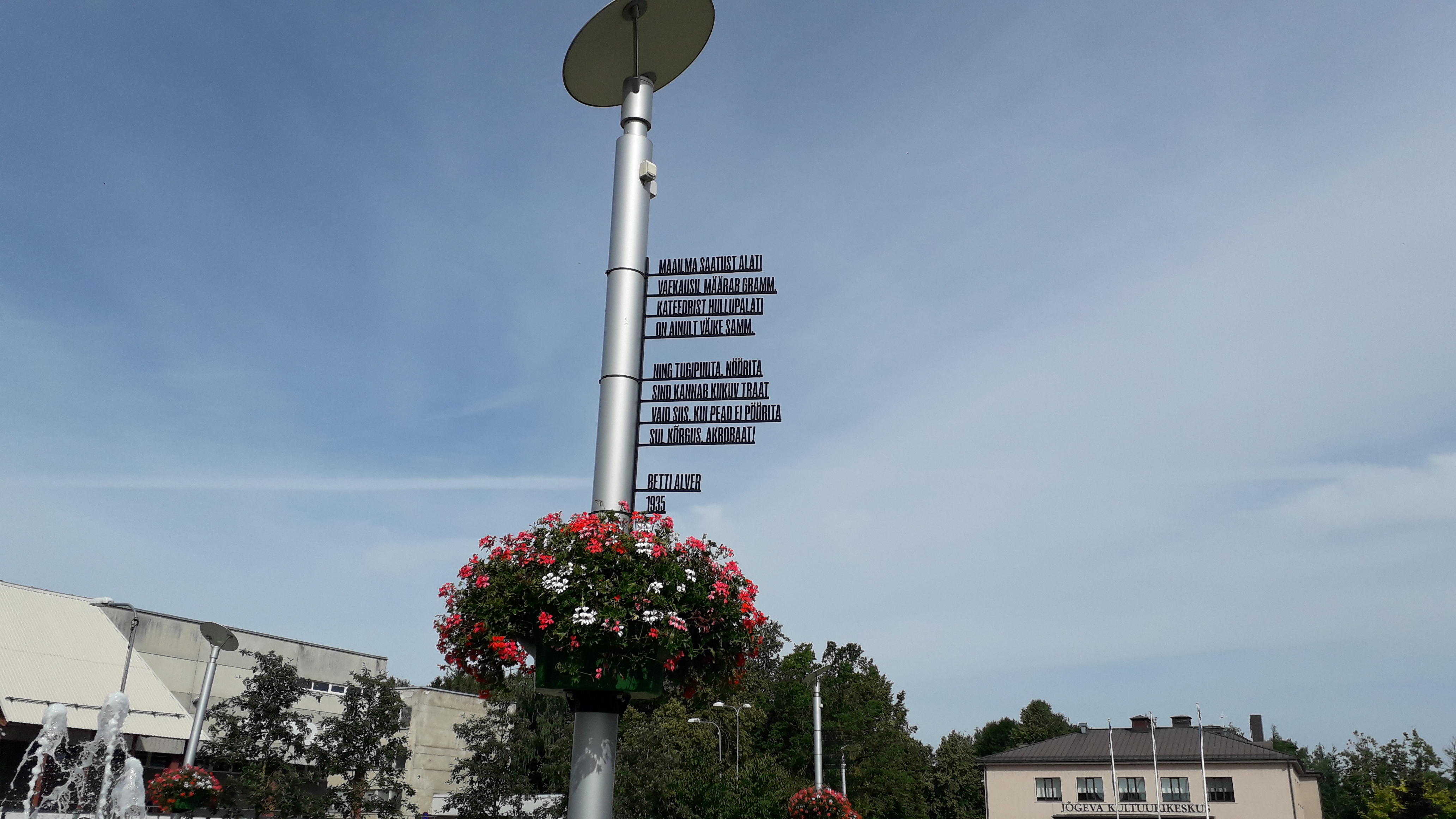
Monument a la poeta Betti Alver a Jõgeva
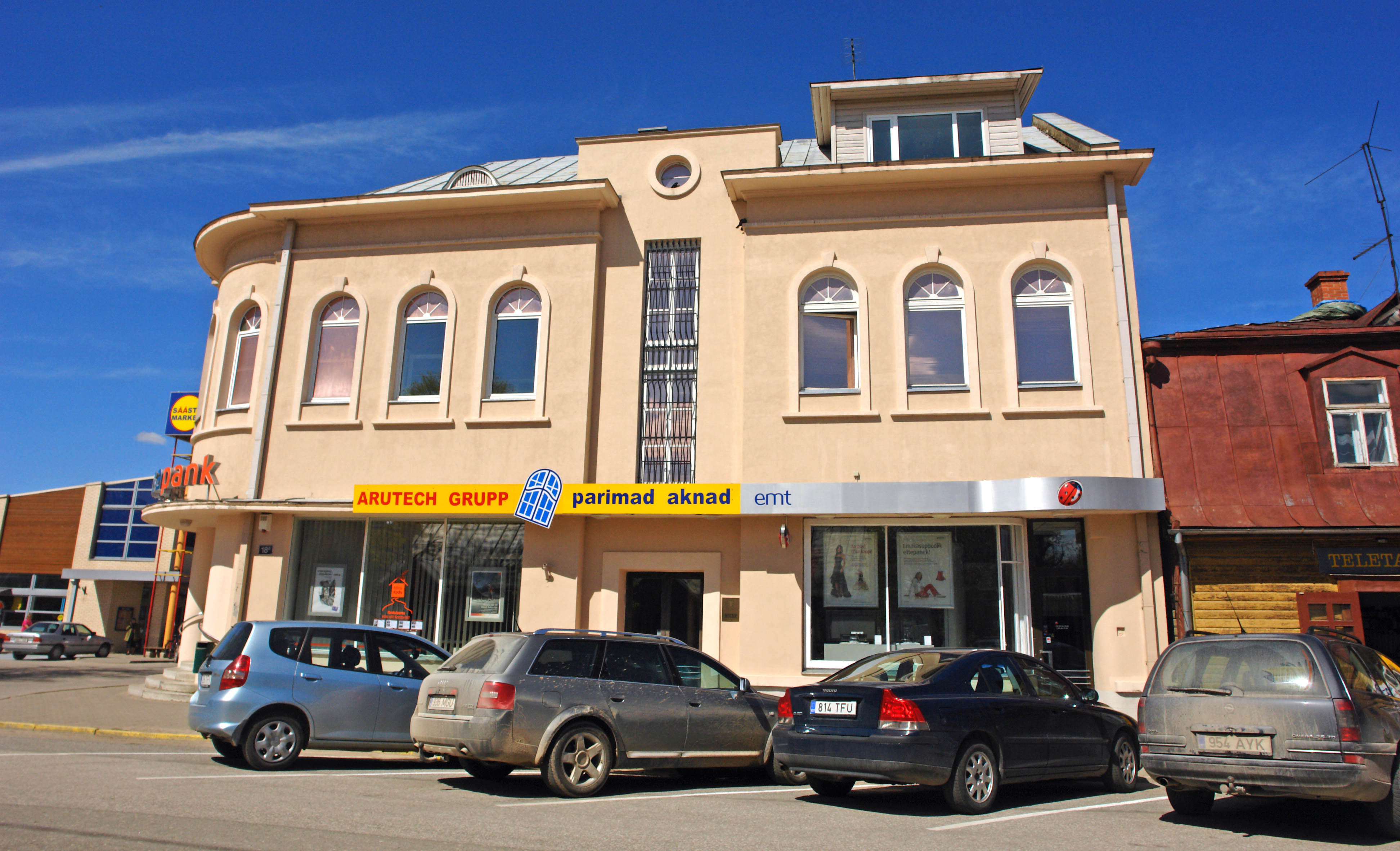
Banc a Jõgeva
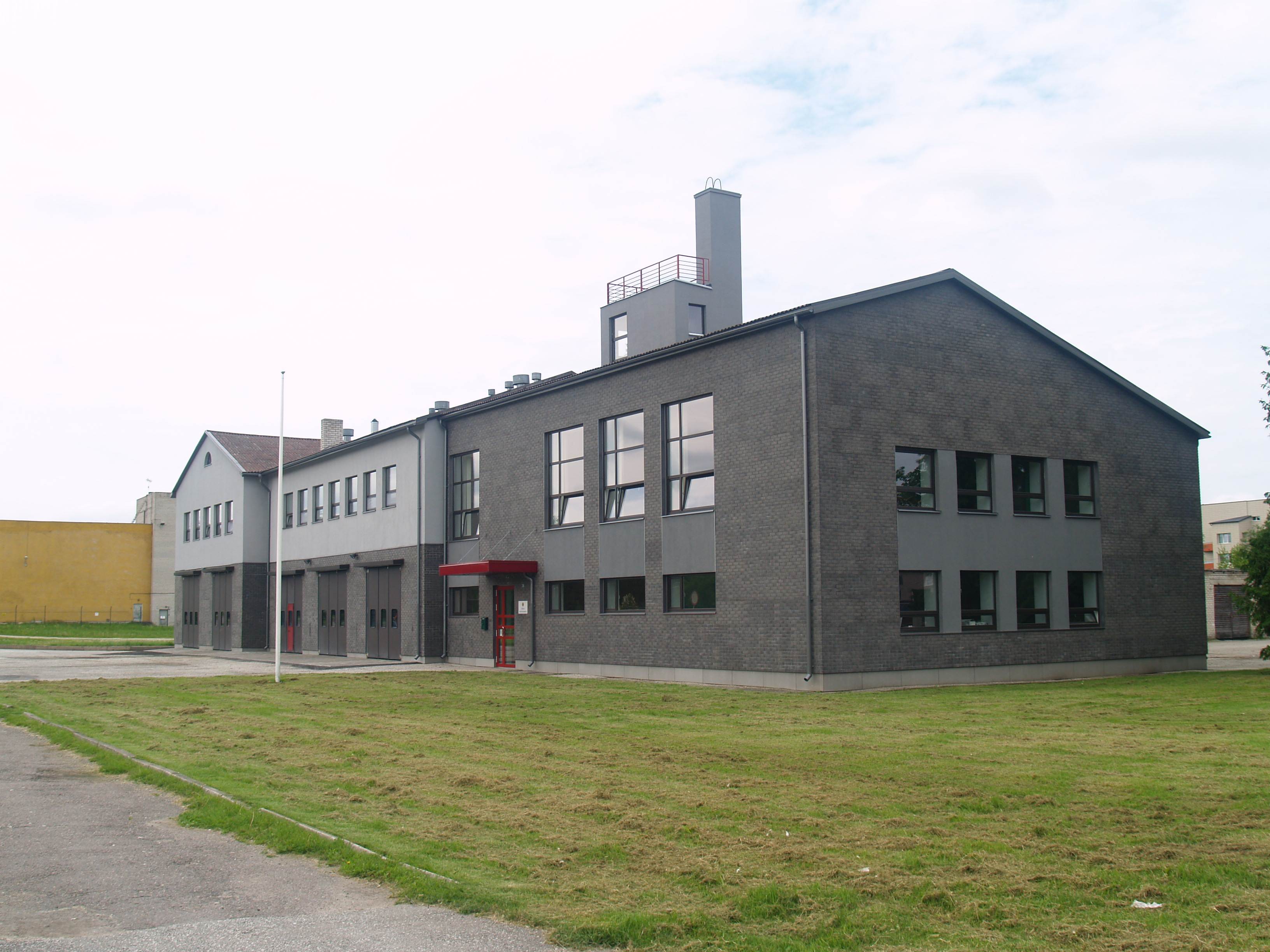
Parc de bombers i edifici de rescat
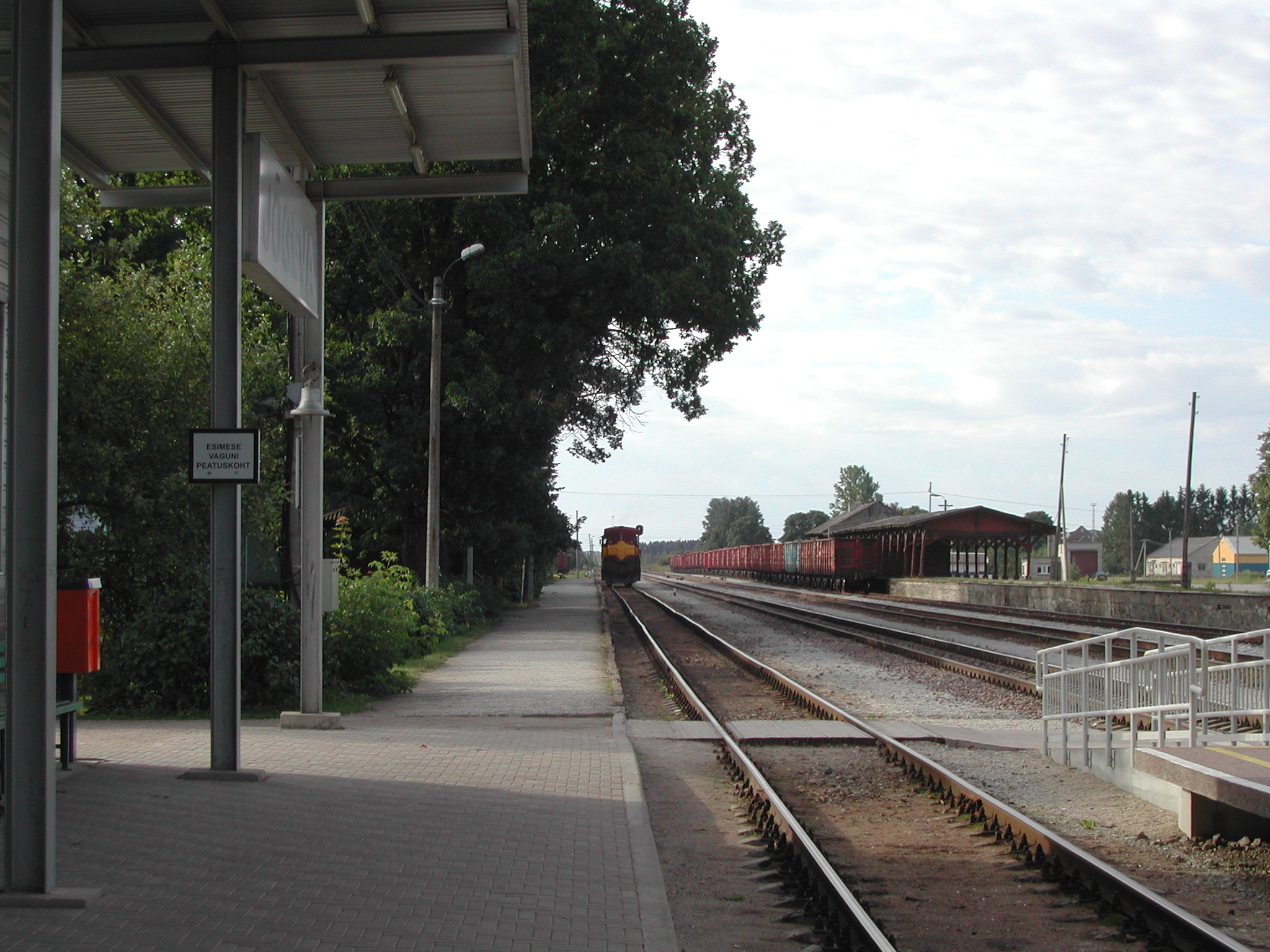
Estació de tren de Jõgeva
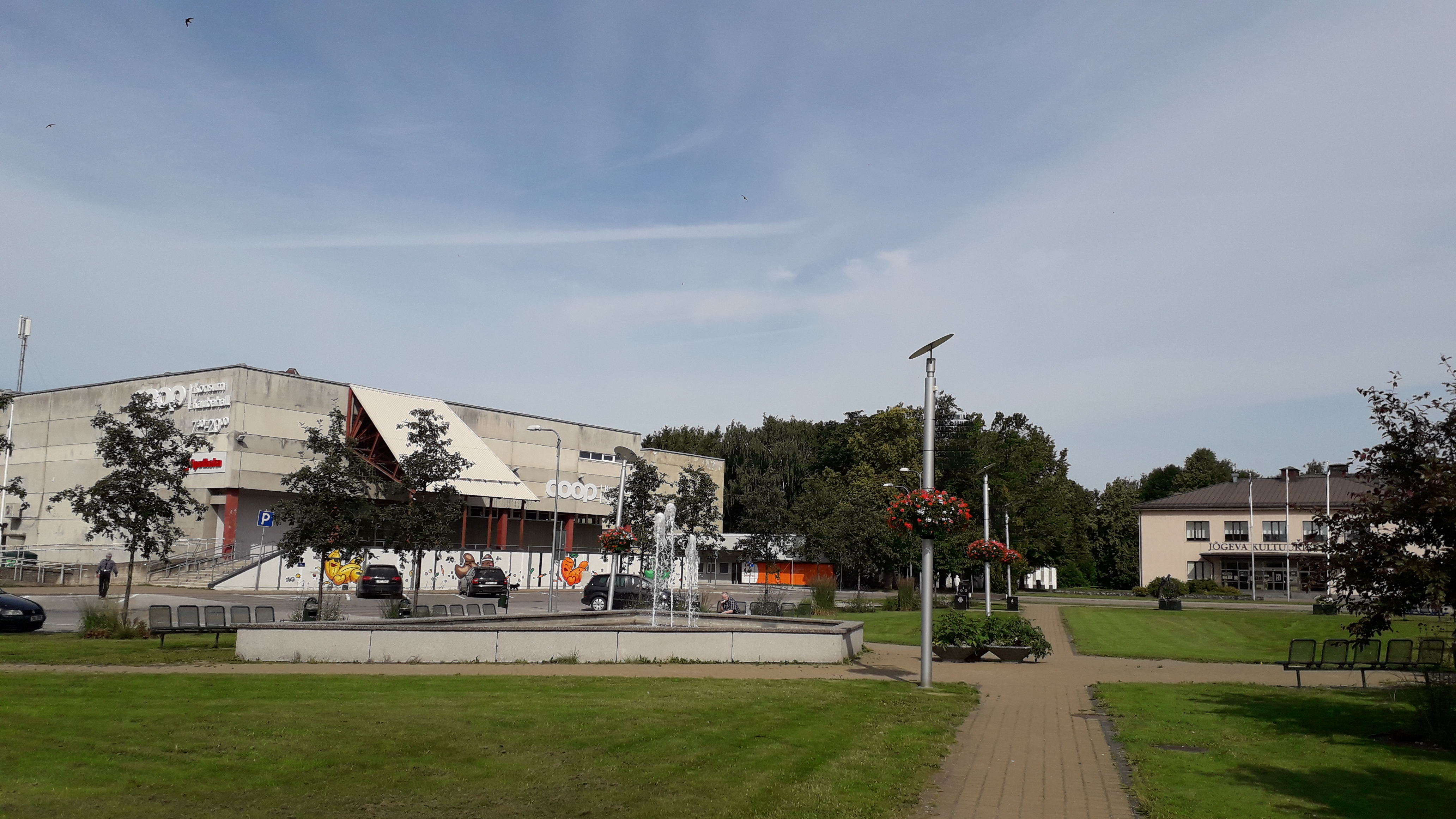
Plaça central de Jõgeva
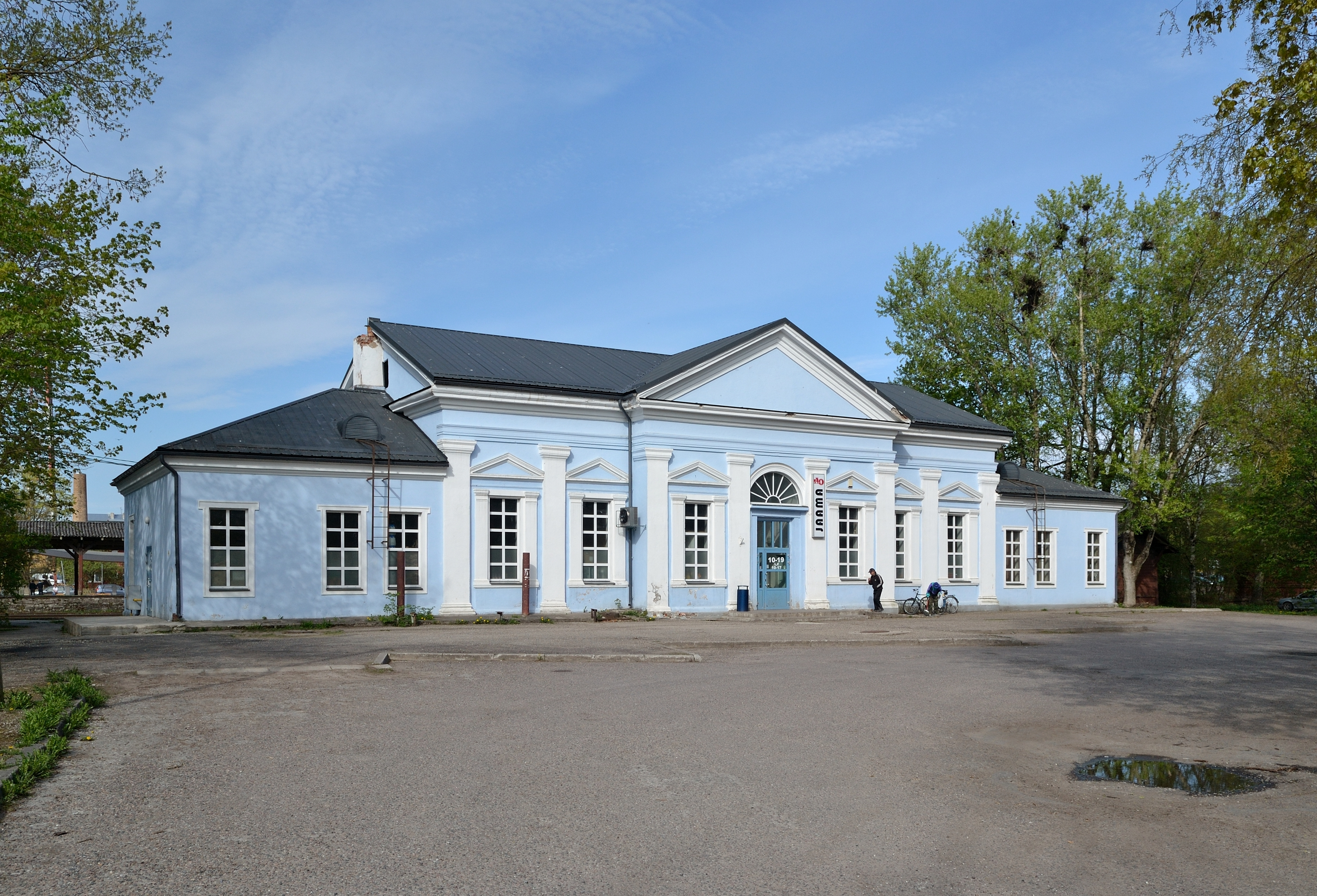
Antiga estació de ferrocarril
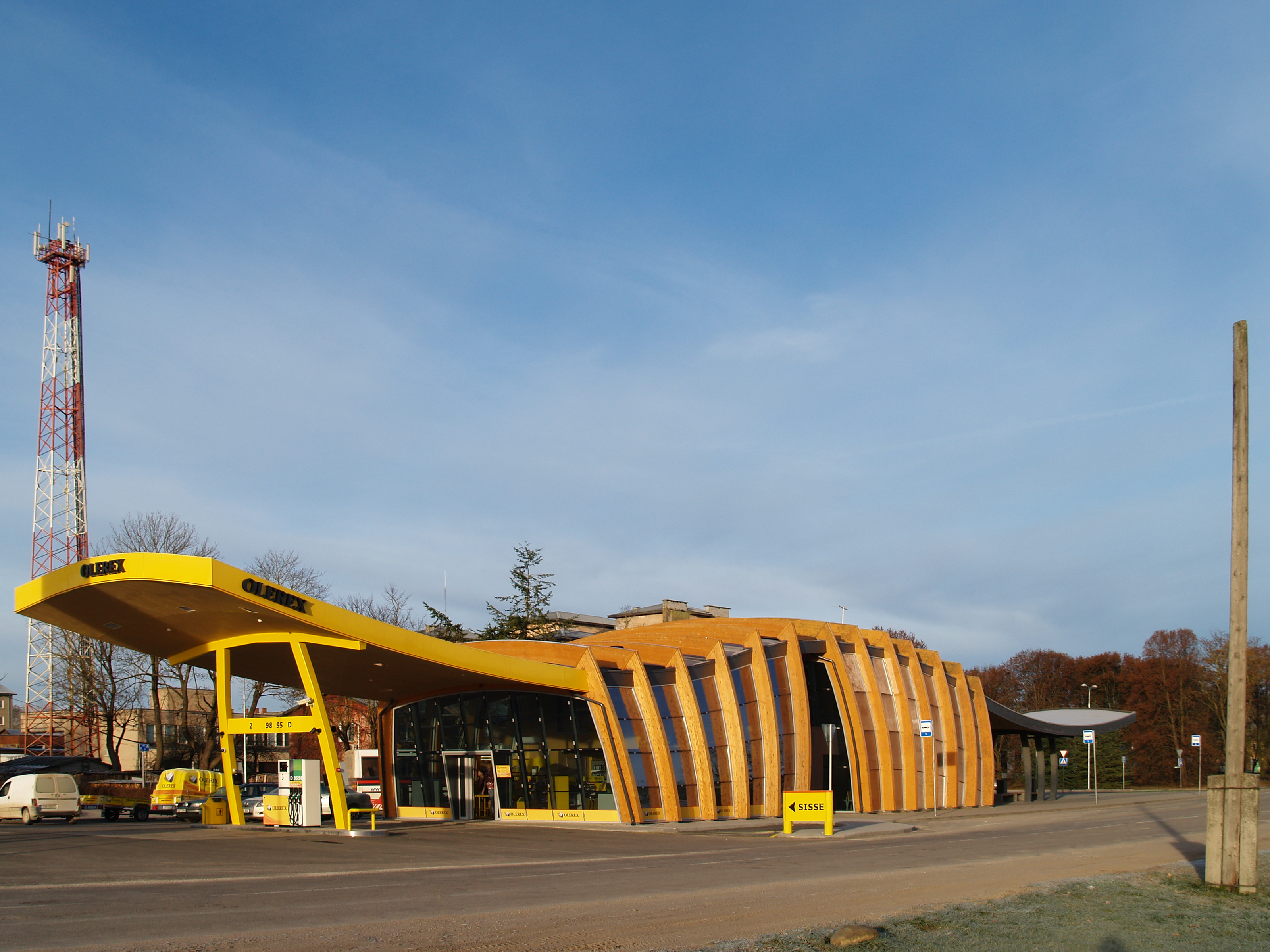
Estació d'autobusos
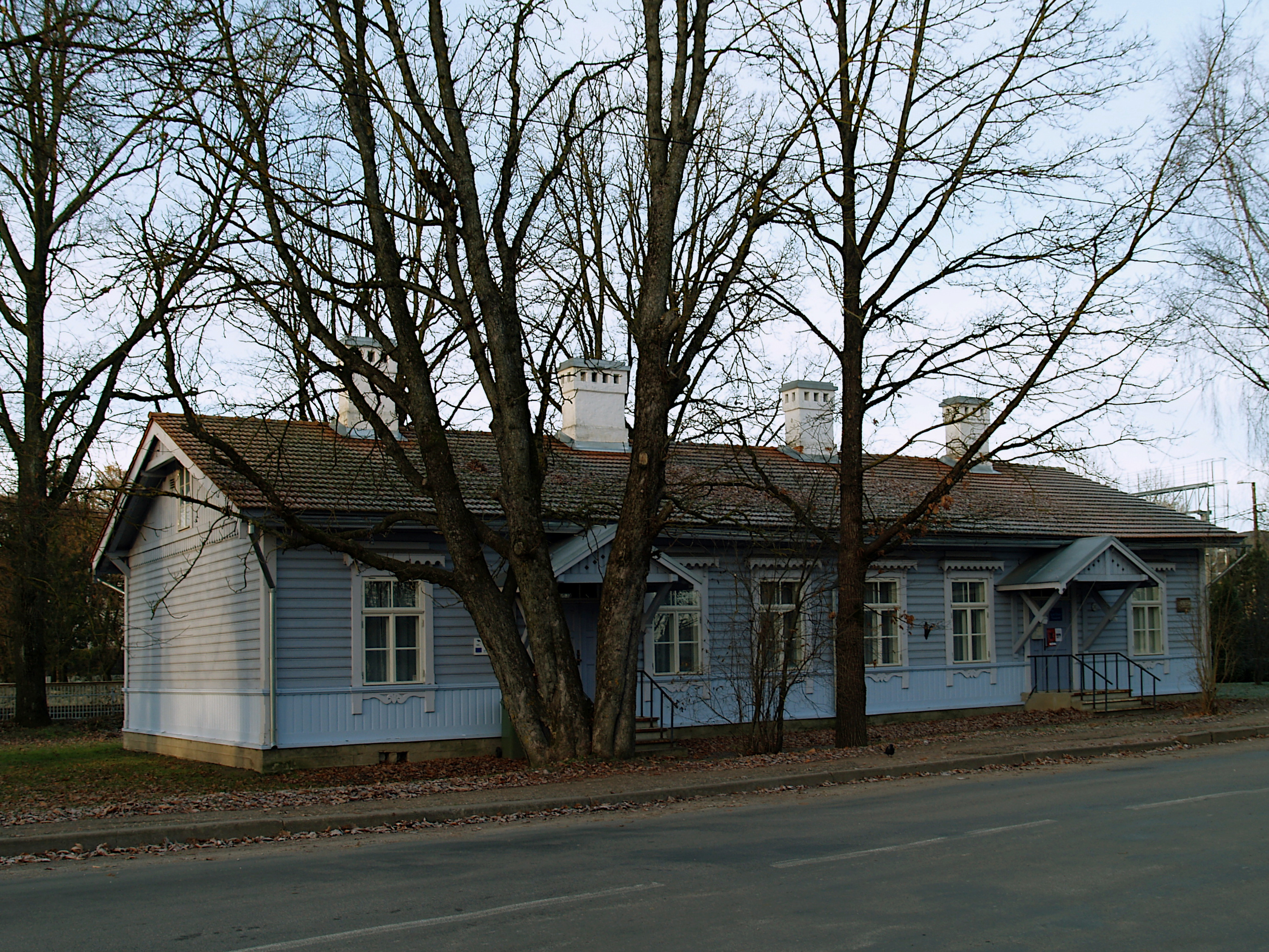
Museu Betti Alver
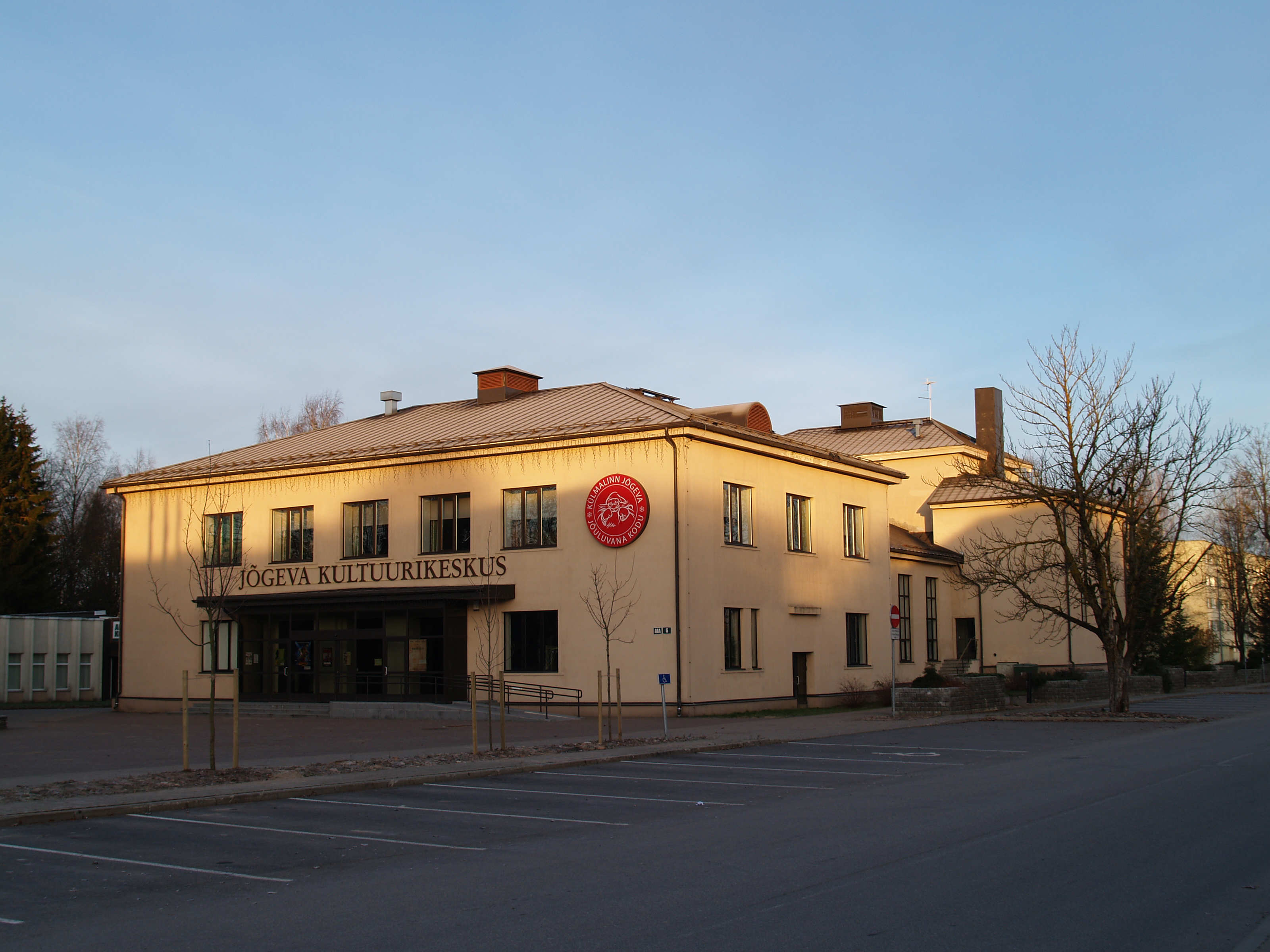
Centre cultural
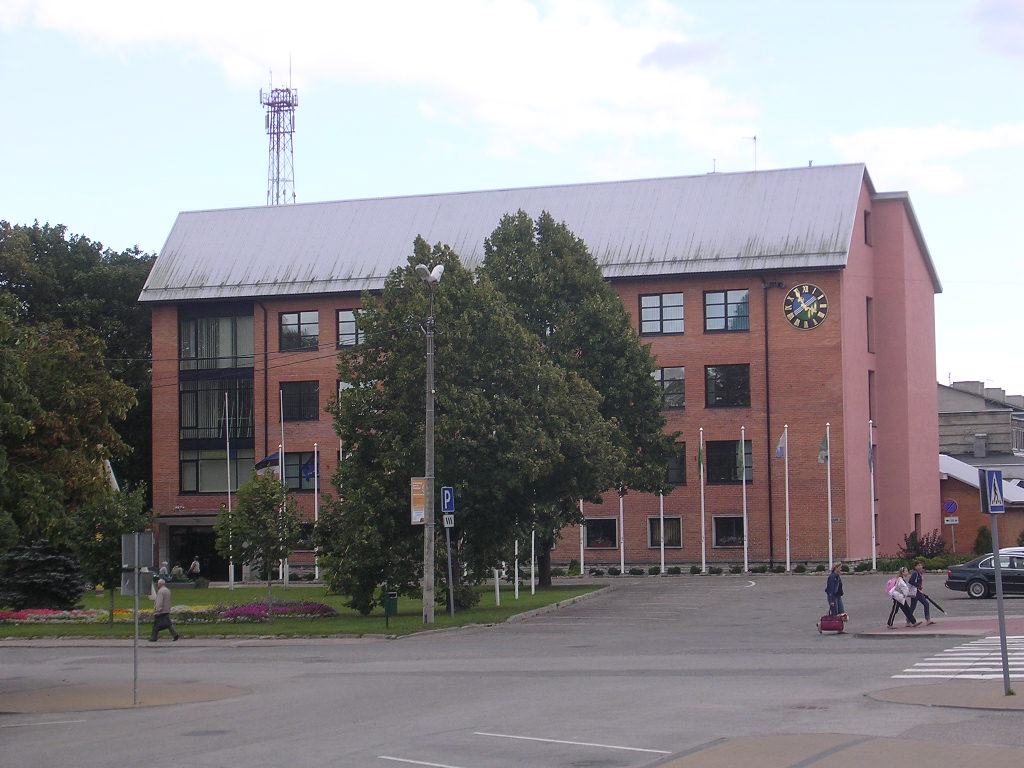
Edifici governamental del comtat de Jõgeva

## Persones notables
- Martin Algus (nascut el 1973), actor, guionista, dramaturg i traductor, nascut a Jõgeva

- Vallo Allingu (nascut el 1978), jugador de bàsquet, nascut a Jõgeva

- Saskia Alusalu (nascuda el 1994), patinadora de velocitat, nascuda a Jõgeva

- Betti Alver (1906–1989), poeta, nascuda a Jõgeva

- Ain Evard (nascut el 1962) saltador d'alçada, nascut a Jõgeva

- Leopold Hansen (1879–1964), actor i director de teatre, va viure a Jõgeva quan era nen[16]

- Robin Kool (també conegut com ropz; nascut el 1999), esportista, nascut a Jõgeva

- Aire Koop (nascuda el 1957), actriu, nascuda a Jõgeva

- Alo Kõrve (nascut el 1978), actor, nascut a Jõgeva

- Hele Kõrve (nascuda el 1980), actriu, nascuda a Jõgeva

- Alo Mattiisen (1961–1996), músic i compositor, nascut a Jõgeva

- Mati Meos (nascut el 1946), enginyer i polític, nascut a Jõgeva

- Erki Pütsep (nascut el 1976), corredor de bicicleta de carretera, nascut a Jõgeva

- Aleksandr Selevko (nascut el 2001), patinador artístic, nascut a Jõgeva

- Tiit Sukk (nascut el 1974), actor, nascut a Jõgeva

- Alar Varrak (nascut el 1982), jugador de bàsquet i entrenador, nascut a Jõgeva

- Luule Viilma (1950–2002), metgessa, esoterista i parapsicòloga, nascuda a Jõgeva

- Igor Volke (nascut el 1950), ufòleg i autor, nascut a Jõgeva

## Fills il·lustres
La poetessa Betti Alver (1906-1989) és filla de la ciutat; la seva casa natal és actualment un museu. I també se li ha dedicat un monument.
També ho fou el músic Alo Mattiisen (1961-1996), les cançons del qual inspiraren la Revolució Cantant.